# 凹吻鲆
凹吻鲆（学名：Bothus mancus，又稱蒙鲆，俗名比目魚、扁魚、蒙鲽、残鲆、异鳞鲆）为輻鰭魚綱鰈形目鰈亞目鲆科鲆属的一種鱼类。

## 分布
本魚分布于印度－太平洋區的熱帶水域，包括西达毛里求斯、马尔代夫群岛、南达大赫的岛、东达中美洲可可斯群岛、北达日本南部以及台湾屏东到西沙群岛等，属于热带暖水性底层海鱼。该物种的模式产地在南太平洋塔希提或大海地岛。

## 深度
水深3至150公尺。

## 特徵
本魚體極側扁，呈卵圓形；口小，雙眼位於左側，兩眼間距寬且眼前無棘。體色隨環境而改變，大致上呈棕褐色，具有許多美麗的圓形花斑，魚體中後具三角形大斑。雄魚的胸鰭鰭條延長，有時達尾部，背鰭軟條96至104枚；臀鰭軟條74至81枚，體長可達45公分。

## 生態
本魚棲息於珊瑚礁海域的礁沙混合區，將魚體埋於沙中，活動力差。仔稚魚期行浮游生活，身體左右對稱，隨成長而變態。肉食性，以底棲無脊椎動物為食。

## 經濟利用
可做為食用魚或觀賞魚。